# Estació Intermodal (métro de Palma)
Estació Intermodal est une station de métro à Palma, dans les îles Baléares, en Espagne. Terminus de la ligne M1 en centre-ville, elle a ouvert le 25 avril 2007.